# 阿斯特拉罕州
阿斯特拉罕州（羅馬化：Astrakhanskaya oblast）位於伏爾加河下游，南臨裏海，北部地區與伏爾加格勒州接壤，西部地區與卡爾梅克共和國接壤，東部地區則與哈萨克斯坦接壤。俄羅斯聯邦主體之一，位於南部聯邦管區。
區域行政中心－阿斯特拉罕市。領土面積為49,024平方公里。成立於1943年12月27日。

## 行政區劃
阿斯特拉罕州的行政中心為阿斯特拉罕市。
主要城市有阿斯特拉罕、阿赫圖賓斯克（成立於1959年），卡梅賈克（成立於1973年），納里馬諾夫市（成立於1984年），哈拉巴利市。

### 区域
| 区旗 | 中文名         | 俄文名              | 行政中心     |
| ---- | -------------- | ------------------- | ------------ |
|      | 阿赫图宾斯克区 | Ахтубинский район   | 阿赫图宾斯克 |
|      | 沃洛达尔斯基区 | Володарский район   | 沃洛达尔斯基 |
|      | 叶诺塔耶夫卡区 | Енотаевский район   | 叶诺塔耶夫卡 |
|      | 伊克里亚诺耶区 | Икрянинский район   | 伊克里亚诺耶 |
|      | 卡梅贾克区     | Камызякский район   | 卡梅贾克     |
|      | 红亚尔区       | Красноярский район  | 红亚尔       |
|      | 利曼区         | Лиманский район     | 利曼         |
|      | 纳里马诺夫区   | Наримановский район | 纳里马诺夫   |
|      | 普里沃尔日耶区 | Приволжский район   | 纳恰洛沃     |
|      | 哈拉巴利区     | Харабалинский район | 哈拉巴利     |
|      | 黑亚尔区       | Черноярский район   | 黑亚尔       |

## 地理
阿斯特拉罕州位於東歐平原的東南部，擁有伏爾加河和阿赫圖巴河的漫灘地、伏爾加河三角洲及靠里海低地的半沙漠地區。

### 自然條件
阿斯特拉罕的主要地形為草原。
草原沿伏爾加河左岸延伸，穿過整個阿斯特拉罕地區，一直蔓延到伏爾加河進入裏海的入海口。

### 水資源
阿斯特拉罕州位於伏爾加河出海口，境內擁有伏爾加河與將近900條河流，淡水湖和鹹水湖合計總數約有1000個，其中包括了地球上最大的內陸湖裏海。
巴斯昆恰克湖為該地區的著名湖泊。該湖泊為鹹水湖。

### 礦產
自然資源：天然氣、鹽、石膏。俄羅斯80%的鹽巴主要由該地區生產。巴斯昆恰克湖的湖水就具有療效性。同泥療結合的治療能醫治皮膚病，地方療養所用鹽性空氣治療氣喘病。
早在絲綢之路的時代就已經開始開採鹽巴。20世紀時，鹽主要依賴駱駝運送；現在則是透過專門為運鹽而興建的巴斯昆恰克鐵路運輸。
石油儲量估計為3億噸左右。

## 氣候
阿斯特拉罕州為乾燥的大陸性氣候。冬季降雪不多，但受到來自哈薩克和烏拉爾地區的強烈冷氣團影響，在某些日子裡會出現結霜天氣。夏季相當炎熱。氣候特徵為降雨量少和水份蒸發量高。夏季氣溫能達到攝氏50度。
從南到北的年均氣溫變化為+10°C到+8°C。最冷的月份為1月，平均氣溫為-10°C。7月最高的平均溫度為+45°C。
南部地區的年均降雨量為180-200毫米；北部地區則為280-290毫米。每年四月至七月為主要的降雨季節。

## 歷史
關於阿斯特拉罕的名字由來有幾種說法。一種說法為突厥語譯表示“位於下游”之意。另一種說法為草原美女阿斯特拉所賦予的名字。
在公元8世紀至10世紀間，現在的阿斯特拉罕地區屬於可薩汗國，其首都為伏爾加河三角洲的阿的爾，公元965年被基輔大公斯維亞托斯拉夫摧毀。後來庫曼人在此定居，13世紀上半葉韃靼蒙古人也來到了這裡。俄國沙皇伊凡雷帝在16世紀趕走了他們，之後占領了阿斯特拉罕汗國。16世紀中期，阿斯特拉罕汗國自願向伊凡雷帝誓忠後，被納為羅斯的組成部分。不久後，沙皇下令將城市搬遷到下游的對岸，為的是便於對不斷前來煩擾的鄰國進行防禦。並在新址上建起了伏爾加河下游首座用白石砌城的克里姆林宮。自17世紀以來，這裡成為控制帝國南部水陸交通的邊防要塞重鎮，並進而成為帝國向高加索地區擴張的前進基地；在1785年這裡成為帝國高加索總督區的首府，到了18世紀阿斯特拉罕又成為了軍港，是里海艦隊的基地。

## 人口
根據俄羅斯國家統計局2010年人口普查資料，阿斯特拉罕州區域總人口為1,010,073（2010年）。人口密度：22.9 /km2（2010年）。

### 民族組成
該地區的第一大民族為俄羅斯族。（根據2010年的資料，俄羅斯族佔該地區比例為67.6%。）
第二大民族為哈薩克族。（根據2010年的資料，哈薩克族佔該地區比例為16.3%。）哈薩克族長久居住於該地區。該地區亦為俄羅斯聯邦主體中哈薩克族聚集最多的地區。
韃靼人亦長久居住於此。（根據2010年的資料，韃靼人佔該地區比例為7%。）

## 宗教
該地區主要宗教為東正教。穆斯林民族約佔該地區人口20％。

## 經濟

### 主要經濟活動
該地區主要的經濟活動為：船舶製造業、製漿及紙張生產業、水產加工業。
主導產業為：機器製造業、電力業、食品加工業。

### 工業
燃料工業為阿斯特拉罕州的主要領域部門，阿斯特拉罕凝析氣礦床為全俄羅斯最大的凝析氣礦床。
主要工業中心為阿斯特拉罕市和阿赫圖賓斯克市。

### 農業
阿斯特拉罕州的農業用地超過340萬公頃。蔬菜作物種植面積為俄羅斯所有聯邦主體中總面積最大的區域。阿斯特拉罕地區的傳統作物為沿著伏爾加河生長的稻米。該地區良好的氣候條件，使得一年可收成兩次馬鈴薯。
阿斯特拉罕州是俄羅斯聯邦中少數牲畜和家禽數量能夠持續增加的地區之一。
阿斯特拉罕州的畜牧業以綿羊養殖為主。
阿斯特拉罕草原的雙峰駝，為目前世界上體型最大的駱駝。

## 文化

### 特殊節慶
每年9月15日為阿斯特拉罕州的西瓜節。阿斯特拉罕早在7世紀時就開始培育西瓜。近10年來，阿斯特拉罕州平均年產西瓜11萬噸。俄羅斯西瓜市集每年都在當地舉行，舉辦時間為9月的第三個週日恰好為阿斯特拉罕城市日。在市集上可以購買西瓜種子，並且能夠品嘗來自各地區不同品種的西瓜。

### 特色旅遊

#### 賞荷
每年的8月和9月，位於伏爾加河三角洲的阿斯特拉罕自然保護區內便可以欣賞到盛開的蓮花。這片水域長15公里，寬3公里，蓮花種植面積位居世界第一。同時，這裡也是蓮花生長最靠北端的地方。
通常，遊客先乘船到達蓮花水域附近，之後換乘小船進入蓮花池深處。同時，導遊會向遊客講述與蓮花有關的傳奇故事。觀賞之餘，遊客還可以在伏爾加河中游泳。

#### 垂釣體驗
阿斯特拉罕具有魚鄉之稱。這裡興建了許多可提供食宿和小船的垂釣基地。這裡一年四季都可以釣魚。
在伏爾加三角洲有包括歐鰉魚、鱘魚、閃光鱘魚珍貴鱘魚品種等70多種魚。但目前親臨阿斯特拉罕本地，估計已嘗不到赫赫有名的俄羅斯黑魚子醬。俄羅斯為恢復鱘魚品種數量，實行暫時禁止捕撈鱘魚提取魚卵的規定。

## 外部連結
- 阿斯特拉罕州官方網站（页面存档备份，存于）
- 阿斯特拉罕州現任州長Александр Жилкин網站
- 阿斯特拉罕州杜馬（页面存档备份，存于）